# Pippi Langkous (televisieserie)
Pippi Langkous (Originele titel: Pippi Långstrump) is een Zweedse/Duitse televisieserie gebaseerd op de Pippi Langkous-boeken van Astrid Lindgren. De eerste aflevering verscheen voor het eerst op 8 februari 1969. De televisieserie begon met één seizoen van dertien afleveringen in 1969 waarna het seizoen bewerkt werd en uitkwam in de bioscoop als twee langspeelfilms in 1969: Pippi Langkous en Pippi gaat van boord. Deze films kregen twee vervolgfilms in 1970: Pippi in Taka-Tukaland en Pippi zet de boel op stelten. Deze twee vervolgfilms werden vervolgens bewerkt in acht afleveringen, als tweede seizoen dat origineel werd uitgezonden van 1970 tot 1971, waardoor de televisieserie origineel van 1969 tot 1971 liep.
In Nederland liep de televisieserie, op één aflevering na, origineel in 1972 bij NOS. De rol van Pippi Langkous werd gespeeld door Inger Nilsson, en Paula Majoor sprak haar Nederlandse stem destijds in. De serie werd grotendeels opgenomen in Zweden, waar de schrijfster Astrid Lindgren vandaan komt. Wim Povel was verantwoordelijk voor de nasynchronisatie van deze televisieserie en bijhorende films in het Nederlands.
In december 2014 kreeg de serie media-aandacht doordat de Zweedse omroep bepaalde scènes die mogelijk racistisch waren wilde bewerken, waarop protest kwam.

## Verhaal

### Seizoen 1
In een Zweeds dorpje wonen twee kinderen, Annika en Tommy. Zij dromen elke dag van avonturen. Wanneer een roodharig meisje genaamd Pippi Langkous vervolgens haar intrek neemt in haar huis Villa Kakelbont, worden ze vrienden met haar. Pippi Langkous heeft ook een paard (Witje) en een aapje (meneer Nilsson). Ze is de dochter van een steenrijke kapitein en heeft een kist met goudstukken meegenomen. Pippi heeft nog een bijzondere eigenschap: ze is beresterk.
Pippi, Tommy en Annika beleven vervolgens verscheidene avonturen, tot ongenoegen van de conservatieve dorpsbewoners. Twee boeven proberen zelfs tevergeefs haar goud te stelen. Ondertussen probeert een bewoner van dat dorpje, Tante Pastellia, om Pippi in een weeshuis te krijgen. Ze vindt het niet kunnen dat Pippi zonder een volwassene woont. Hiervoor stuurt ze voortdurend de agenten Kling en Klang op Pippi af. Pippi trekt zich hier niks van aan en beleeft verscheidene avonturen met Tommy en Annika. Op een dag komt haar vermiste vader terug om haar mee te nemen naar het eiland waarover hij nu koning is, maar Pippi besluit om te blijven en belooft om later op bezoek te komen. Tante Pastellia probeert met behulp van de agenten Pippi toch nog tevergeefs in het weeshuis te krijgen. De twee boeven proberen nog steeds tevergeefs Pippi's goud te stelen.

### Seizoen 2
Tommy en Annika's ouders gaan op vakantie en Pippi belooft om goed op de kinderen te letten. Later vernemen ze echter het lot van Pippi's vader. Hij is gevangengenomen door piraten op een eiland in de Grote Oceaan. Piratenkapitein Bloed-Barend en zijn stuurman Messen-Jochem willen namelijk het goud van Pippi's vader hebben. Pippi, Tommy en Annika gaan vervolgens op weg om kapitein Langkous te gaan bevrijden. Na hun avonturen daar, gaan ze terug naar huis. Na een tijd worden Tommy en Annika hun keurige leven thuis beu en ze besluiten om samen met Pippi weg te lopen. Het leven van een zwerver is echter niet zo gemakkelijk. Ze krijgen onderweg hulp van de marskramer Koenraad. Uiteindelijk gaan ze allemaal weer terug naar huis.

## Rolverdeling

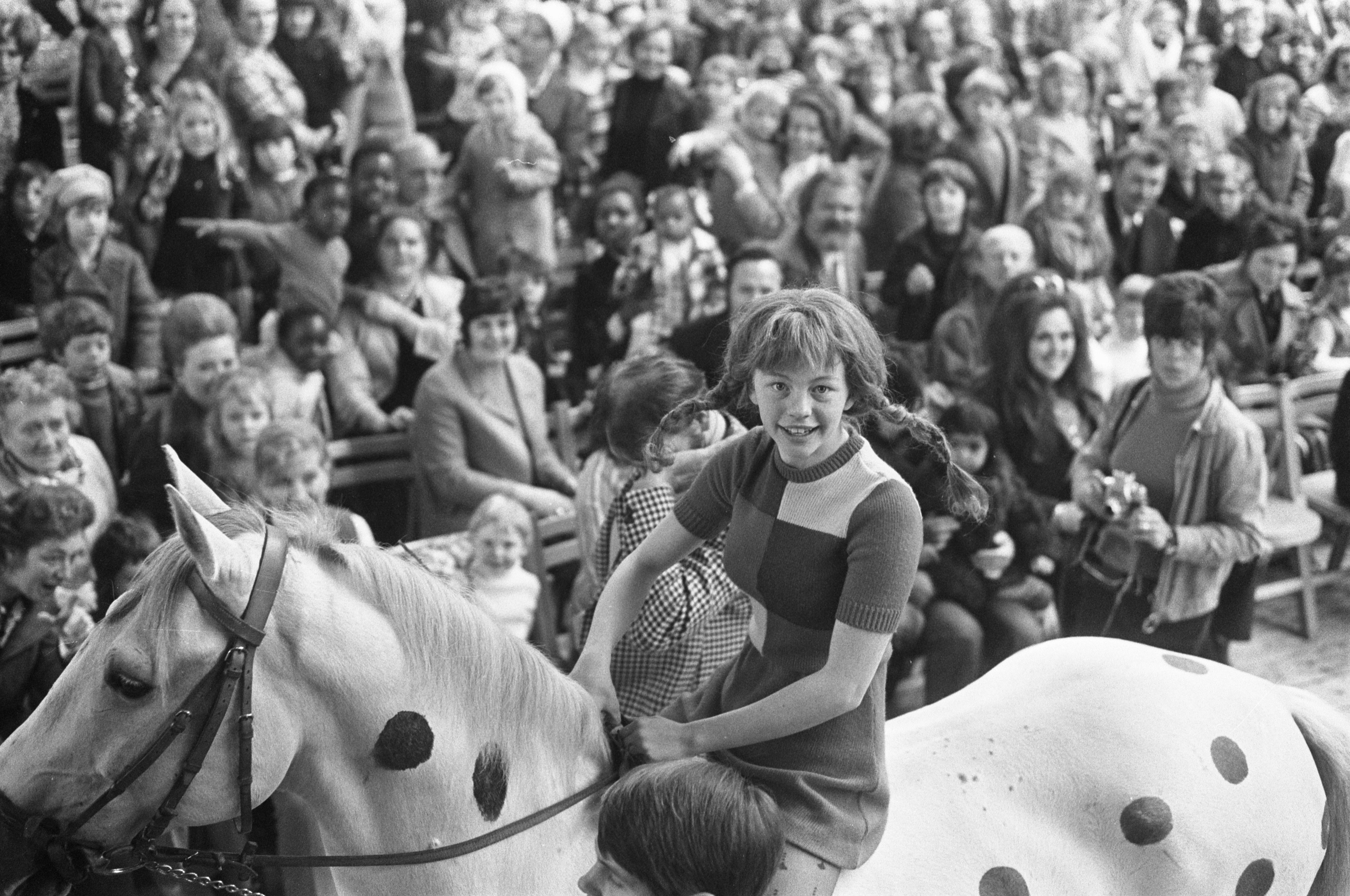
Inger Nilsson als Pippi Langkous tijdens een optreden in de RAI in Amsterdam in 1972

### Algemeen
| Acteur           | Nederlandse stem | Personage                |
| ---------------- | ---------------- | ------------------------ |
| Inger Nilsson    | Paula Majoor     | Pippi Langkous           |
| Pär Sundberg     | Trudy Libosan    | Tommy Settergren         |
| Maria Persson    | Ida Bons         | Annika Settergren        |
| Öllegård Wellton | Trudy Libosan    | Ingrid Settergren        |
| Fredrik Ohlsson  | Aart Staartjes   | Sven Settergren          |
| Beppe Wolgers    | Paul van Gorcum  | Kapitein Efraïm Langkous |
| Margot Trooger   | Ida Bons         | Tante Pastellia          |
| Ulf G. Johnsson  | Hans Hoekman     | Agent Kling              |
| Göthe Grefbo     | Aart Staartjes   | Agent Klang              |
| Hans Clarin      | Paul Brandenburg | Boef Donder-Kareltje     |
| Paul Esser       | Paul van Gorcum  | Boef Blom                |

### Andere hoofdpersonages uit seizoen 2
| Acteur         | Nederlandse stem | Personage              |
| -------------- | ---------------- | ---------------------- |
| Jarl Borssén   | Hans Hoekman     | Kapitein Bloed-Barend  |
| Martin Ljung   | Aart Staartjes   | Stuurman Messen-Jochem |
| Hans Alfredson | Paul Brandenburg | Marskramer Koenraad    |

## Afleveringen

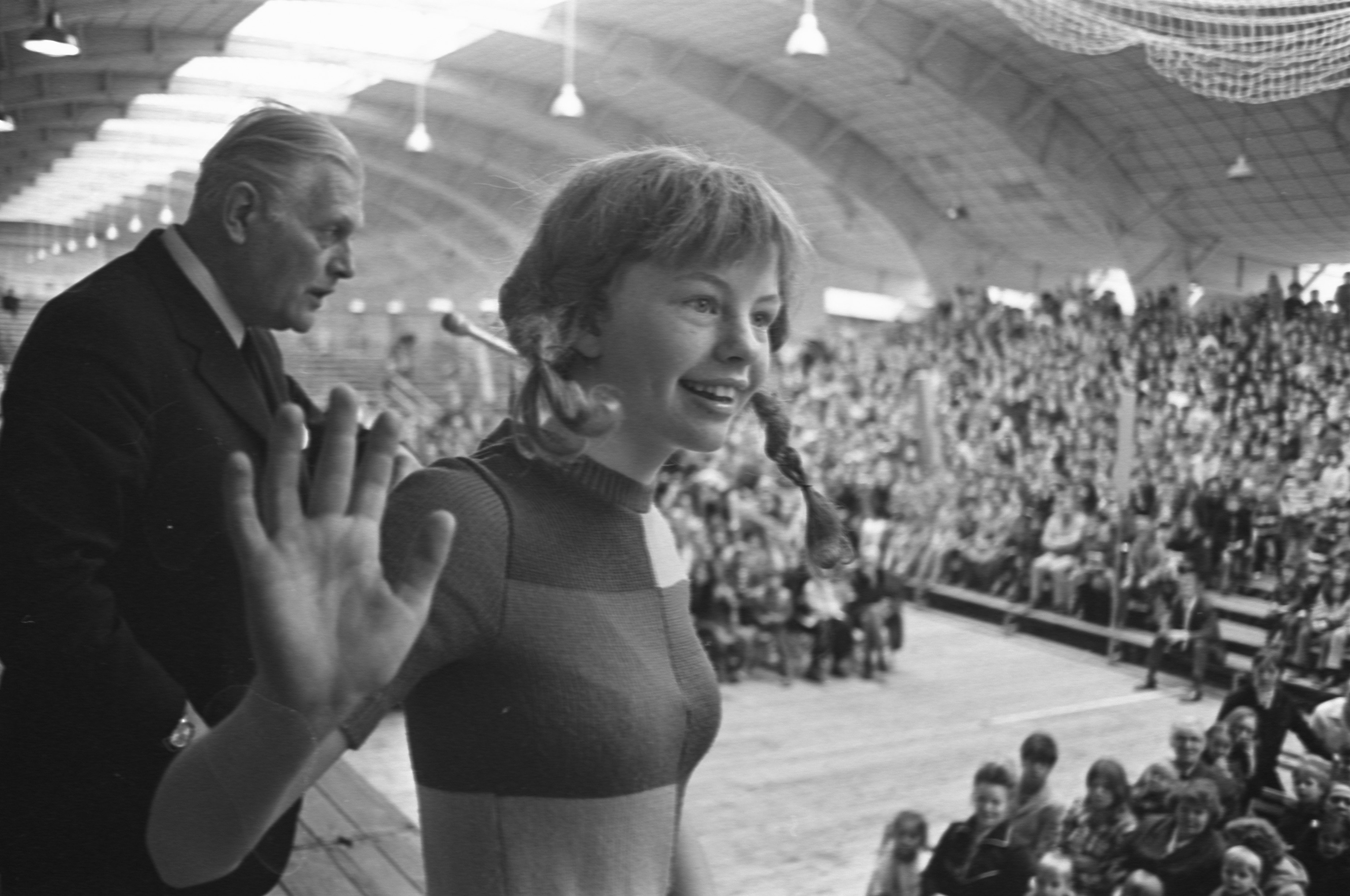
Inger Nilsson als Pippi Langkous op 12-jarige leeftijd tijdens een optreden in Amsterdam in 1972

Deze televisieserie heeft 21 afleveringen bestaande uit twee seizoenen. De eerste aflevering verscheen in Nederland in 1969, maar doordat men het eerste seizoen bestaande uit dertien afleveringen had bewerkt tot twee langspeelfilms, moest de NOS de uitzendingen staken omdat de productiebedrijven anders vreesde om minder bioscoopbezoekers te hebben waardoor de tweede aflevering pas in 1972 verscheen na de premières van de compilatiefilms. Later kwamen er nog twee vervolgfilms die opgesplitst werden in acht afleveringen als tweede seizoen.

### Seizoen 1 (1969)
| Nr. Serie | Nr. Seizoen | Originele titel (Nederlandse titel)                                         | Originele uitzenddatum | Uitzenddatum     |  |
| --------- | ----------- | --------------------------------------------------------------------------- | ---------------------- | ---------------- |  |
| 1         | 1           | Pippi flyttar in i Villa Villekulla (Pippi verhuist naar Villa Kakelbont)   | 8 februari 1969        | 5 oktober 1969   |  |
| 2         | 2           | Pippi går i affärer (Pippi gaat boodschappen doen)                          | 15 februari 1969       | 9 januari 1972   |  |
| 3         | 3           | Pippi är sakletare och går på kalas (Pippi is dingenzoeker en krijgt ruzie) | 22 februari 1969       | 16 januari 1972  |  |
| 4         | 4           | Pippi ordnar en utflykt (Pippi zet een uitstapje op touw)                   | 1 maart 1969           | 23 januari 1972  |  |
| 5         | 5           | Pippi letar spöken och får besök av tjuvar (Pippi krijgt dieven op bezoek)  | 8 maart 1969           | 30 januari 1972  |  |
| 6         | 6           | Pippi går på Tivoli (Pippi gaat naar de kermis)                             | 15 maart 1969          | 6 februari 1972  |  |
| 7         | 7           | Den första snön (Pippi op school)                                           | 22 maart 1969          | 13 februari 1972 |  |
| 8         | 8           | Pippis jul (Pippi's kerstfeest)                                             | 29 maart 1969          | 20 februari 1972 |  |
| 9         | 9           | Pippi hittar en spunk (Pippi vindt een nieuw woord uit)                     | 5 april 1969           | 27 februari 1972 |  |
| 10        | 10          | Pippis ballongfärd (Pippi gaat de lucht in)                                 | 12 april 1969          | 5 maart 1972     |  |
| 11        | 11          | Pippi är skeppsbruten (Pippi lijdt schipbreuk)                              | 19 april 1969          | 12 maart 1972    |  |
| 12        | 12          | Pippi håller avskedskalas (Pippi heeft reisplannen)                         | 26 april 1969          | 19 maart 1972    |  |
| 13        | 13          | Pippi går ombord (Pippi Langkous gaat aan boord)                            | 3 mei 1969             | 26 maart 1972    |  |

### Seizoen 2 (1970–1971)
| Nr. Serie | Nr. Seizoen | Originele titel (Nederlandse titel)                                     | Originele uitzenddatum | Uitzenddatum  |  |
| --------- | ----------- | ----------------------------------------------------------------------- | ---------------------- | ------------- |  |
| 14        | 1           | Pippi Långstrump på de sju haven (1) (Pippi vliegt naar Taka-Tuka land) | 6 december 1970        | 2 april 1972  |  |
| 15        | 2           | Pippi Långstrump på de sju haven (2) (Pippi wordt zeerover)             | 13 december 1970       | 9 april 1972  |  |
| 16        | 3           | Pippi Långstrump på de sju haven (3) (Pippi belegert het zeeroversnest) | 20 december 1970       | 16 april 1972 |  |
| 17        | 4           | Pippi Långstrump på de sju haven (4) (Pippi bevrijdt haar vader)        | 27 december 1970       | 23 april 1972 |  |
| 18        | 5           | På rymmen med Pippi Långstrump (1) (Met Pippi op zwerftocht)            | 3 januari 1971         | 30 april 1972 |  |
| 19        | 6           | På rymmen med Pippi Långstrump (2) (Pippi gaat bedelen)                 | 10 januari 1971        | 7 mei 1972    |  |
| 20        | 7           | På rymmen med Pippi Långstrump (3) (Pippi en de vliegende auto)         | 17 januari 1971        | 14 mei 1972   |  |
| 21        | 8           | På rymmen med Pippi Långstrump (4) (Afscheid van Pippi)                 | 24 januari 1971        | 21 mei 1972   |  |

## Films

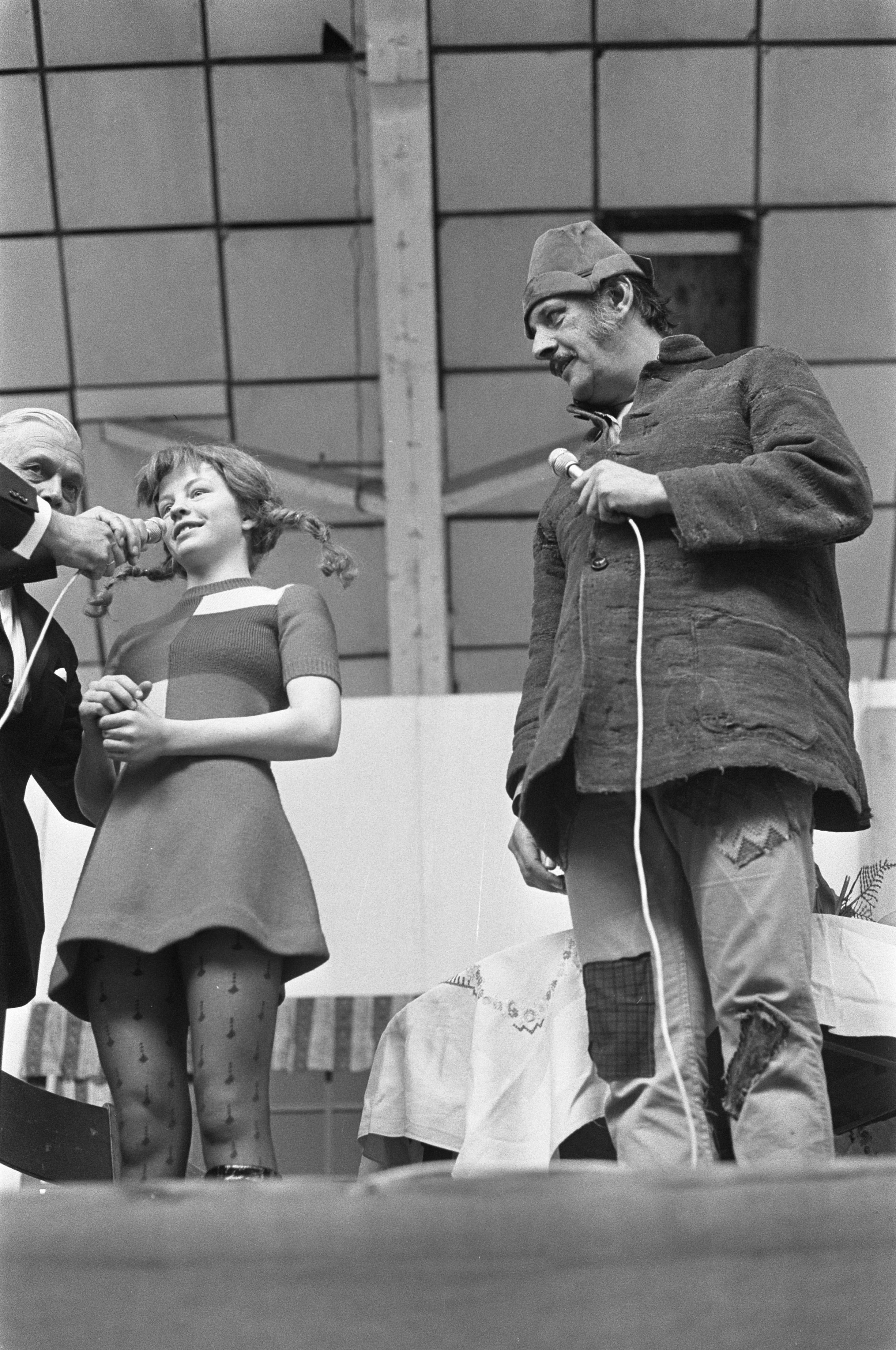
Inger Nilsson en Swiebertje in 1972

#### Pippi Langkous (1969)
Pippi Langkous (originele titel: Pippi Långstrump) is een Zweedse/Duitse film uit 1969.

#### Pippi gaat van boord (1969)
Pippi gaat van boord (originele titel: Här kommer Pippi Långstrump) is een Zweedse/Duitse film uit 1969.

#### Pippi in Taka-Tukaland (1970)
Pippi in Taka-Tukaland (originele titel: Pippi Långstrump på de sju haven) is een Zweedse/Duitse film uit 1970.

#### Pippi zet de boel op stelten (1970)
Pippi zet de boel op stelten (originele titel: På rymmen med Pippi Långstrump) is een Zweedse/Duitse film uit 1970.

## Productie

### Seizoen 1
In 1949 verscheen de eerste verfilming van Pippi Langkous, maar de schrijfster Astrid Lindgren was er niet tevreden mee onder andere doordat de rol van Pippi Langkous gespeeld werd door de actrice Viveca Serlachius die toen ongeveer 26 jaar oud was. Vanaf dan besloot ze om altijd zelf de filmscripts te schrijven van haar boeken in samenwerking met regisseur Olle Hellbom tot zijn dood in 1982.
In 1969 schreef Lindgren de scripts voor dertien afleveringen op basis van haar boeken. Deze opnames werden geregisseerd door Hellbom en vonden plaats van 20 februari 1968 tot 15 augustus 1968. De binnenopnames werden opgenomen in de filmstudio Filmstaden in de Zweedse gemeente Solna. De buitenopnames vonden plaats op diverse locaties in Røros in Noorwegen en het Zweedse eiland Gotland. Deze dertien afleveringen verschenen in 1969 en waren het eerste seizoen van de televisieserie. In datzelfde jaar werden die dertien afleveringen ook bewerkt in twee langspeelfilms: Pippi Langkous en Pippi gaat van boord. Wim Povel was verantwoordelijk voor de nasynchronisatie van deze televisieserie en bijhorende films in het Nederlands.

### Seizoen 2
In 1969 werd er na het succes van de eerste twee films, de film Pippi in Taka-Tukaland geproduceerd die dient als vervolg op de twee vorige films en uiteraard de dertien afleveringen van deze televisieserie waaruit de films bewerkt zijn. De opnames van de derde film vonden plaats van 4 augustus 1969 tot 10 december 1969. De binnenopnames werden opgenomen in de Zweedse filmstudio's Filmstaden in Solna en Kungsholmsateljén in Stockholm. De buitenopnames vonden plaats op het Zweedse eiland Gotland en Vaxholm, maar er werd ook gefilmd in andere gebieden met name Budva in Joegoslavië en het eiland Barbados in West-Indië. Na deze film werd de vierde film Pippi zet de boel op stelten geproduceerd die dient als vervolg op die derde film. De opnames van de vierde film vonden plaats van 11 mei 1970 tot 8 september 1970. De binnenopnames vonden opnieuw plaats in de filmstudio Filmstaden en de buitenopnames vonden opnieuw plaats op het eiland Gotland, maar er werd ook gefilmd in Hälsingland. In 1970 en 1971 verschenen de twee vervolgfilms Pippi in Taka-Tukaland en Pippi zet de boel op stelten opgesplitst in 8 afleveringen als tweede seizoen voor de televisieserie. Wim Povel was verantwoordelijk voor de nasynchronisatie van deze televisieserie en bijhorende films in het Nederlands.

## Muziek

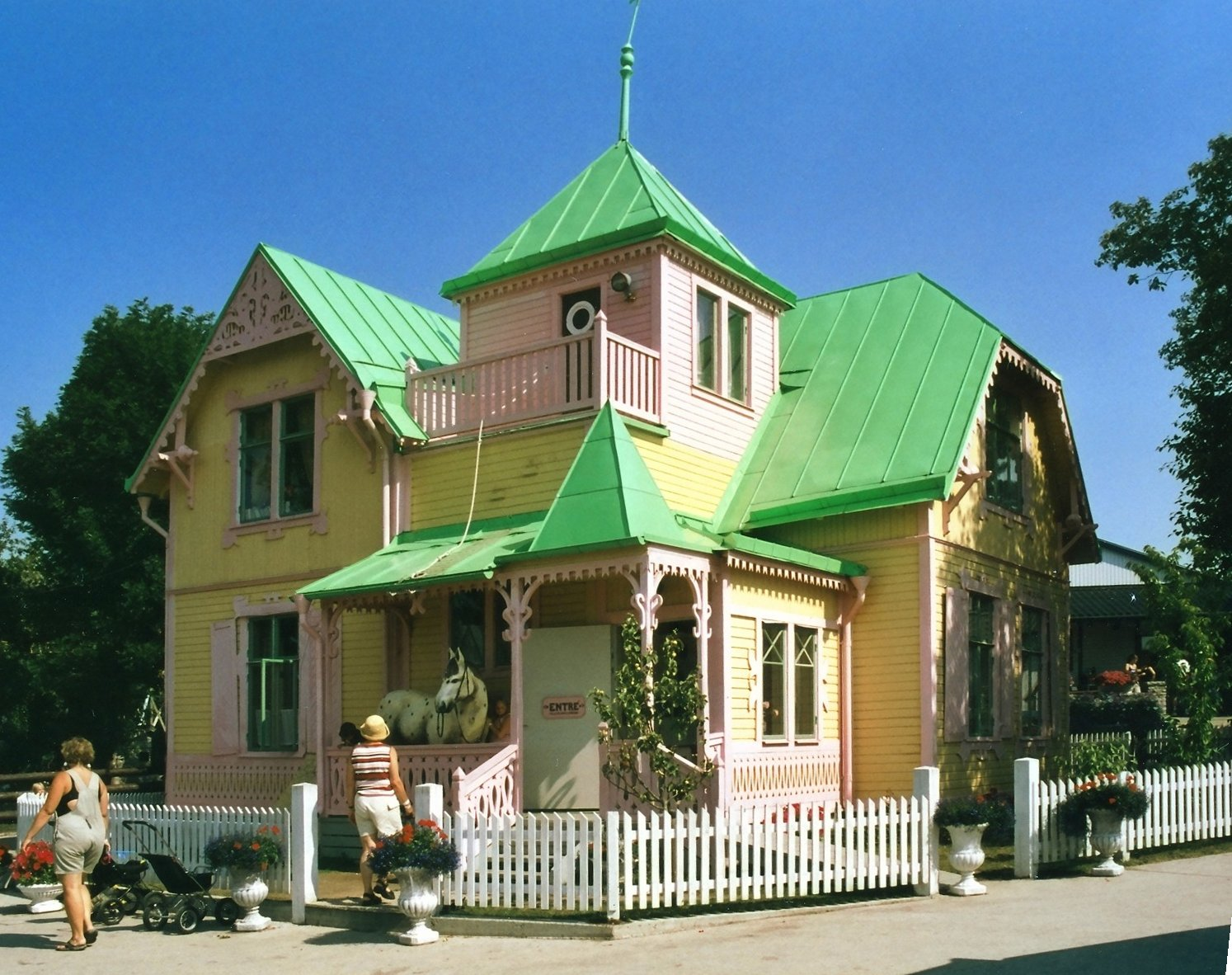
Villa Kakelbont

De soundtrack van het tweede seizoen is ook hetzelfde als die van de twee langspeelfilms. Origineel werd de muziek meestal ingezongen door Inger Nilsson, die de rol van Pippi speelde. De muziek (ook het introlied en outrolied) werd vooral in het Nederlands ingezongen door Paula Majoor, het kinderkoor De Schellebellen onder leiding van Paula van Alphen en een televisiekoor onder leiding van Henk van der Velde.

### Seizoen 1
De soundtrack werd gecomponeerd door de componisten Jan Johansson, Bo-Erik Gyberg en Gunnar Wennerberg in 1968.
De teksten werd geschreven door Astrid Lindgren, Olle Hellbom schreef een tekst op muziek van Franz Schubert. Deze soundtrack wordt hergebruikt in de eerste twee films Pippi Langkous en Pippi gaat van boord. Hieronder volgen de nummers.
| Nr. | Titel                                                                                     |
| --- | ----------------------------------------------------------------------------------------- |
| 1   | "Här kommer Pippi Långstrump"                                                             |
| 2   | "Tjonga, Lånkan"                                                                          |
| 3   | "Sov min lilla lusegris"                                                                  |
| 4   | "Femton gastar på död mans kista"                                                         |
| 5   | "Examens-sexa på Eklundshof"                                                              |
| 6   | "Am Brunnen vor dem tore (da steht ein Lindenbaum), sång nr 5 ur Die Winterreise, D. 911" |
| 7   | "Till fjärran land ska du fara"                                                           |

### Seizoen 2

#### Derde film
Voor de derde film Pippi in Taka-Tukaland werd de soundtrack gecomponeerd door Georg Riedel en Jan Johansson. Het album werd uitgebracht door Philips in 1970 op lp. Hieronder volgen de nummers.
| Nr. | Titel                      | Duur |
| --- | -------------------------- | ---- |
| 1   | "Kom An, Kom An Pirater!"  | 1:43 |
| 2   | "Flaskposten"              | 3:51 |
| 3   | "Sjörövar-Fabbe"           | 2:19 |
| 4   | "Porto Piluse"             | 3:43 |
| 5   | "Skeppsbrutna"             | 4:36 |
| 6   | "Brassa På Med Kanonerna!" | 2:36 |
| 7   | "Kalle Teodor"             | 1:49 |
| 8   | "Är Du Mör Än, Knubbis?"   | 2:38 |
| 9   | "Merja Mojsi"              | 1:13 |
| 10  | "Vatten Å Brö!"            | 2:21 |
| 11  | "I Djupaste Källarhålan"   | 4:05 |
| 12  | "Ut På De Sju Haven"       | 3:30 |

#### Vierde film
Voor de vierde film Pippi zet de boel op stelten werd de soundtrack gecomponeerd door Georg Riedel, Jan Johansson, Hans Alfredson en Olle Åkerfeldt. Het album werd uitgebracht door Philips in 1970 op lp. Hieronder volgen de nummers.
| Nr. | Titel                                        |
| --- | -------------------------------------------- |
| 1   | "När Vi Rymde Hemifrån"                      |
| 2   | "Mors Lilla Lathund"                         |
| 3   | "Konrads Kalasklister"                       |
| 4   | "Ni Skulle Sett När Jag Åkte Nerför Niagara" |
| 5   | "Kåldolmar, Kyckling Och Fläskpannkaka"      |
| 6   | "Då Skulle Ni Hört Bernhard Jansson, Då"     |
| 7   | "Olé"                                        |
| 8   | "Vi Flyger Som Örnar"                        |
| 9   | "Lira Lara Loppan"                           |
| 10  | "Världsberömd I Hela Sverige"                |
| 11  | "För Jag Kan All-All-Allting"                |
| 12  | "Sommarsången"                               |

## Homemedia

### VHS
In 1983 verscheen het eerste seizoen op VHS door PolyGram. Later in 1989 verscheen de vierde film op VHS. Vervolgens verscheen de eerste film op VHS in 1990. In 2001 verscheen de tweede film op VHS.

### Dvd
In 2002 bracht Svensk Filmindustri de derde en vierde film op dvd uit. In 2007 brachten ze opnieuw beide films op dvd uit. Het eerste seizoen verscheen op 22 juli 2005 op een dvd-box door hetzelfde bedrijf. Op 4 oktober 2005 verschenen de 4 films op een dvd-box. Op 5 november 2014 verscheen het eerste seizoen op dvd.

### Blu-ray
Vervolgens op 3 december 2008 bracht Svensk Filmindustri de derde film op blu-ray uit. Later op 16 oktober 2009 bracht hetzelfde bedrijf de vierde film op blu-ray uit. Vervolgens verscheen op 5 november 2014 het eerste seizoen op blu-ray. Op 27 oktober 2015 bracht Hen's Tooth Video de 4 films op blu-ray uit.